# Inselstraße 26 (Düsseldorf-Pempelfort)

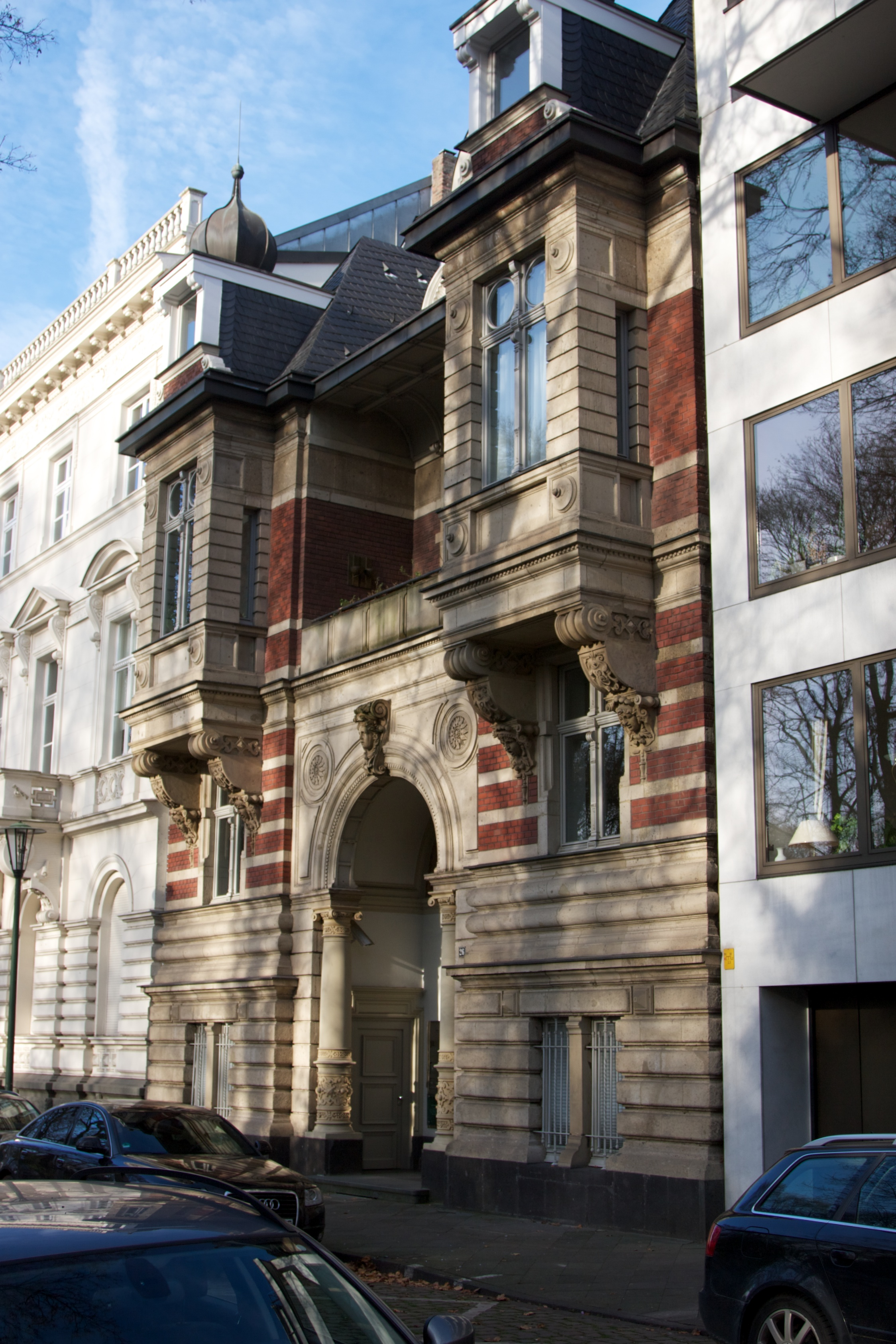
Inselstraße 26, Düsseldorf-Pempelfort (2010)

Das Wohnhaus Inselstraße 26 in Düsseldorf-Pempelfort wurde von den Düsseldorfer Architekten Otto van Els und Bruno Schmitz in den Jahren 1882 bis 1883 erbaut. 1889 wohnte dort der Historienmaler Fritz Neuhaus. Bruno Schmitz verkaufte das Haus um 1900 an den Kaufmann Franz Kürten, Sohn des Stadtverordneten und Gutsbesitzer Peter Kürten. Um 1902 hatte der Maler Albert Baur der Jüngere sein Atelier im Haus Inselstraße 26. Das Gebäude steht seit 1984 unter Denkmalschutz und ist heute Sitz von Christie’s in Düsseldorf.
Die Fassade ist in drei Achsen unterteilt, wovon die mittlere Achse durch eine hohe, weiträumige Eingangshalle mit darüber befindlicher Loggia besonders betont wird. Über dem Sockelgeschoss, das gewellten Putz zeigt, steigt die Backsteinfassade mit plastischem Schmuck im Stil der Neorenaissance auf. 
In einem Halbrund im Eingangsportal befindet sich ein Wandgemälde und im Glasfenster über der Eingangstür eingeätzt PAX INTRANTIBUS („Friede den Eintretenden“).

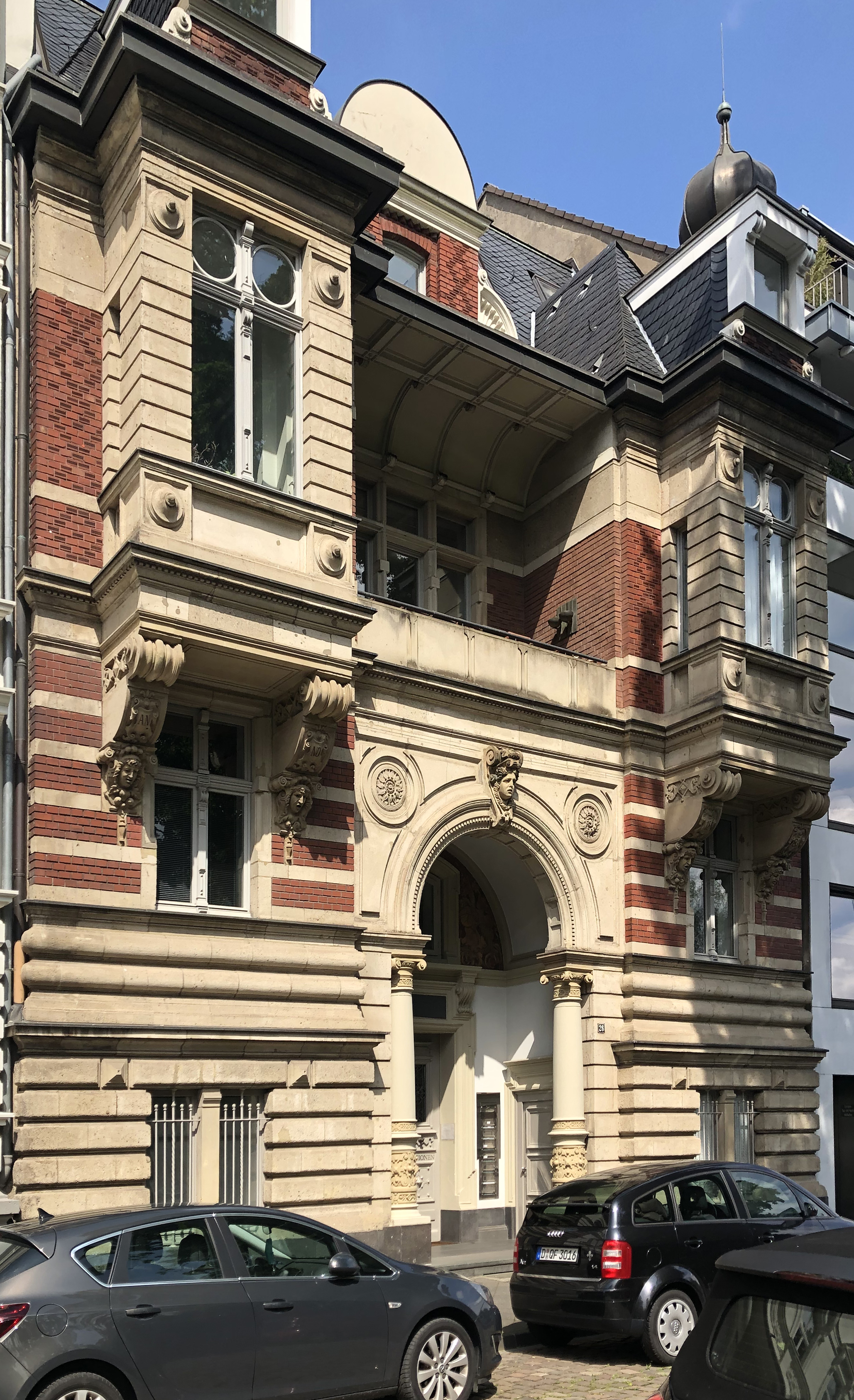
Fassade (2021)
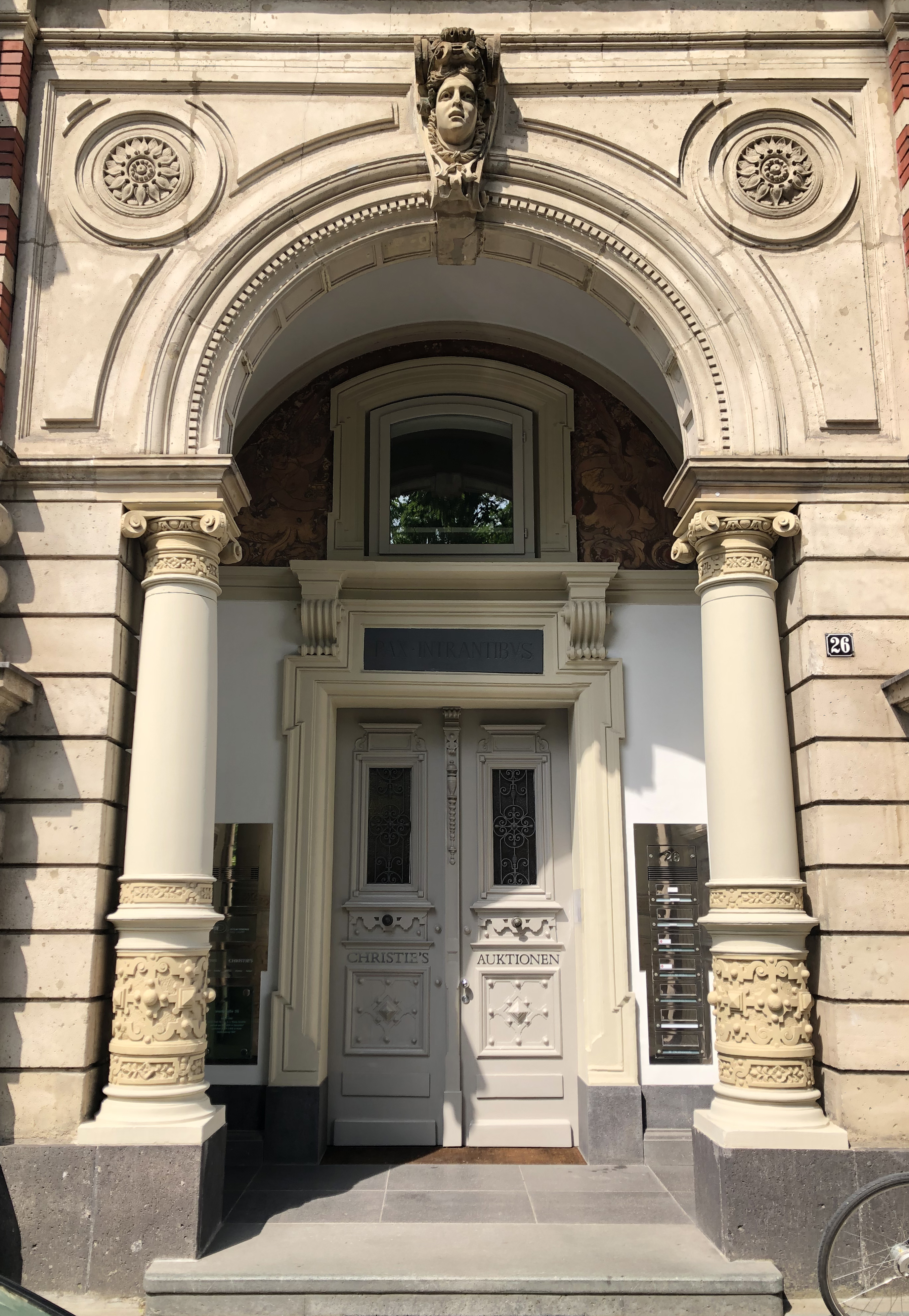
Portal (2021)
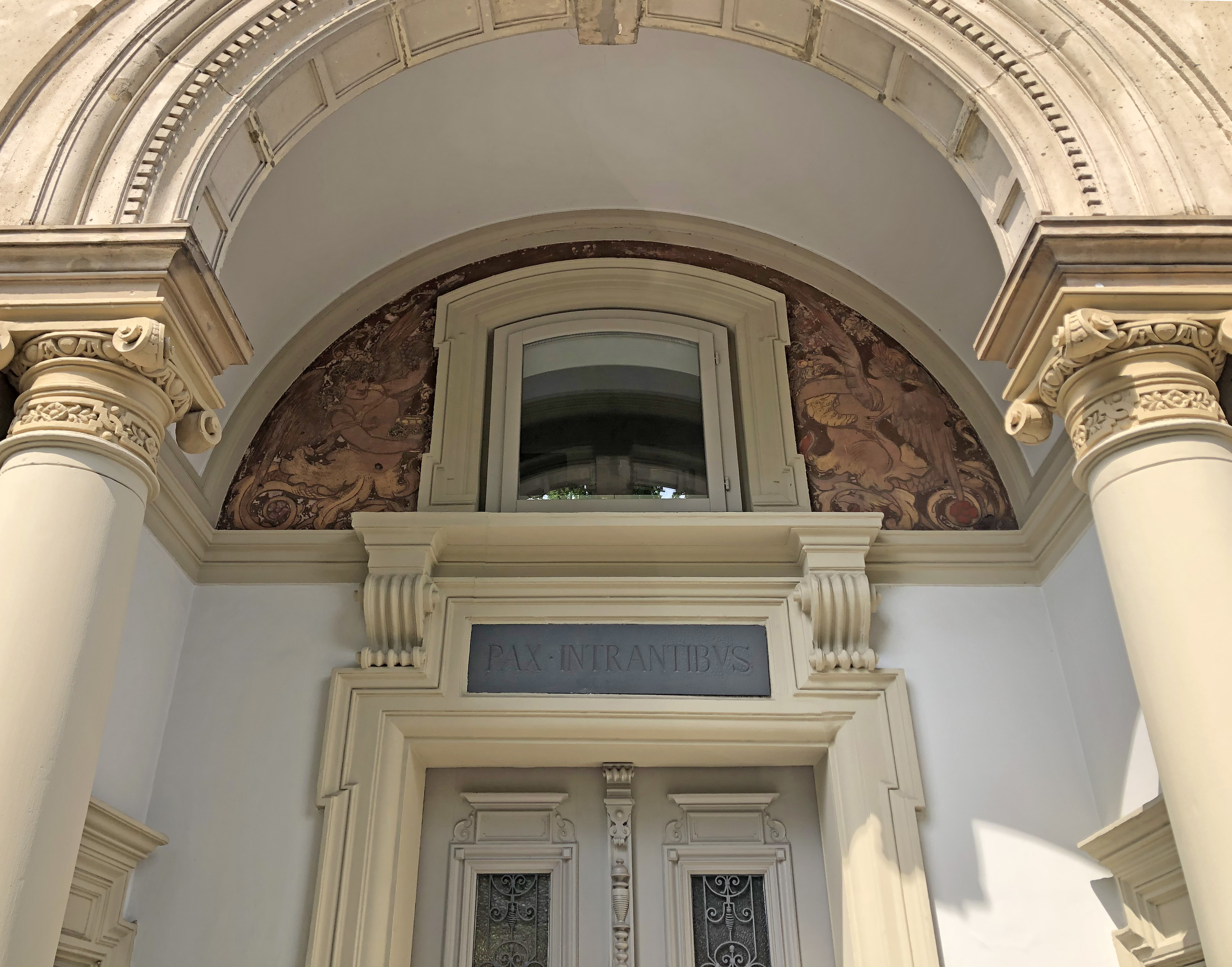
Wandgemälde über Eingangsportal (2021)